# Doki Doki Baby / Tasogare Kōsaten
Singles de Erina Mano
My Days for You
(2011)
 Doki Doki Baby / Tasogare Kōsaten  (ドキドキベイビー/黄昏交差点, ou Dokidoki Baby / Tasogare Kousaten) est le 11e single "major" (et 14e single au total) de la chanteuse japonaise Erina Mano.

## Présentation
Le single sort le 22 février 2012 au Japon sous le label hachama, dans le cadre du Hello! Project. Il atteint la 9e place du classement des ventes de l'Oricon. Il sort également dans trois éditions limitées avec des pochettes différentes, notées "A" et "B" avec en supplément un DVD différent, et "C" sans DVD.
C'est un single "double face A", le premier de la chanteuse, contenant deux chansons et leurs versions instrumentales. La deuxième chanson, Tasogare Kōsaten, sert de thème musical à l'OAD (original animation DVD) adapté du manga Kimi no iru machi.
Le single sort aussi au format "single V" (DVD) une semaine après, mais sous le titre  Doki Doki Baby  (ドキドキベイビー) avec uniquement les clips vidéo et making of de la première chanson.
La première chanson figurera d'abord sur la compilation de fin d'année du Hello! Project Petit Best 13, puis sur la compilation de la chanteuse Best Friends de 2013 de même que la deuxième chanson.

## Liste des titres
Single CD
1. Doki Doki Baby (ドキドキベイビー?)
2. Tasogare Kōsaten (黄昏交差点?)
3. Doki Doki Baby (Instrumental)  (ドキドキベイビー...?)
4. Tasogare Kōsaten (Instrumental)  (黄昏交差点...?)

DVD de l'édition limitée "A"
1. Doki Doki Baby (Dance Shot Ver.)  (ドキドキベイビー...?)  (clip vidéo)

DVD de l'édition limitée "B"
1. Tasogare Kōsaten  (黄昏交差点?) (clip vidéo)

Single V Doki Doki Baby (DVD)
1. Doki Doki Baby  (ドキドキベイビー?)  (clip vidéo)
2. Doki Doki Baby (Close-Up Ver.)  (ドキドキベイビー...?)  (clip vidéo)
3. Making Eizo (メイキング映像?, "Making of")